# Лешница (Гостивар)
Лешница (мкд. Лешница) је насељено место у Северној Македонији, у северозападном делу државе. Лешница припада општини Гостивар.

## Географски положај
Насеље Лешница је смештено у северозападном делу Северне Македоније. Од најближег већег града, Гостивара, насеље је удаљено 5 km западно.
Лешница се налази у горњем делу историјске области Полог. Насеље је положено на јужним падинама Шар-планине, до ксе источно налази Полошко поље. Надморска висина насеља је приближно 700 метара.
Клима у насељу је планинска.

## Становништво
По попису становништва из 2002. године Лешница је имала 3 становника.
Претежно становништво у насељу су етнички Македонци (100%). 
Већинска вероисповест у насељу је православље.